# Atlante di genetica e citogenetica in oncologia ed ematologia
L'Atlante di genetica e citogenetica in oncologia ed ematologia (Atlas of Genetics and Cytogenetics in Oncology and Haematology), creato nel 1997 da Jean-Loup Huret con il bioinformatico Philippe Dessen, è una vasta raccolta di risorse e conoscenze su geni, anomalie cromosomiche, leucemie, tumori solidi e  tutte le forme e patologie tumorali esistenti.
Il progetto è accessibile gratuitamente via Internet e organizzato in stile enciclopedico, e collegato ad altri siti web e database dedicati al cancro, alla genetica e a singoli casi documentati (case reports) in ematologia. Comprende anche articoli per l'insegnamento e la formazione, disponibili in varie lingue.

## Storia
Inizialmente, negli anni '90, l'atlante raccoglieva solo i dati sulla citogenetica.
Attualmente condensa conoscenze di vari ambiti: i geni e la loro funzione, la biologia cellulare (es: apoptosi), i dati patologici, le malattie e le loro implicazioni cliniche, la citogenetica, ma anche la genetica medica con i disturbi ereditari associabili a un aumentato rischio di cancro.
Ciò fornisce una visione più ampia e globale della genetica del cancro, unendo questi molti dati, altrimenti dispersi in numerose pubblicazioni. Più dati sono disponibili dal sito dell'associazione responsabile dell'Atlante.
L'Atlante è stato citato positivamente e più volte da scienziati internazionali come Dan van Dyke, Lidia Larizza, Felix Mitelman e Janet Rowley.

## Funzioni
L'Atlante è collegato al progetto del genoma umano e contribuisce alla ricerca sull'epidemiologia del cancro.
L'Atlante è una delle rare risorse gratuite presenti in rete, accessibile da tutti coloro che ne abbiano bisogno o anche solo curiosità, quindi clinici, accademici, ricercatori e studenti universitari, sia in ambito biologico che in ambito medico, soprattutto nelle specializzazioni di oncologia e ematologia.
L'Atlante è sostenuto finanziariamente da società scientifiche, enti di beneficenza e donazioni individuali.

## Competenze
All'arricchimento dell'Atlante partecipano numerosi ricercatori, scienziati, medici e clinici di tutto il mondo.
Nel 2017, sono stati raccolti 1.500 articoli (review) su geni, 700 articoli su leucemie, 220 articoli su tumori solidi, 110 articoli sulle malattie ereditarie associate al cancro e 110 approfondimenti (deep Insights) su argomenti correlati. Inoltre sono presenti 40.000 collegamenti interni al sito e 730.000 collegamenti esterni, per un totale di 45.000 pagine web (vale a dire circa 200.000 pagine stampate).
Nel 2018, Jesús María Hernández Rivas (Salamanca, Spagna) e Paola Dal Cin (Boston, Massachusetts) si sono uniti a Jean-Loup Huret in veste di co-redattori capo e nell'aprile 2021 Alessandro Beghini (Milano, Italia) e João Agostinho Machado-Neto (San Paolo, Brasile) hanno preso l'incarico di redattore capo andando a sostituire Jean-Loup Huret.
Più di 3.300 autori hanno contribuito al progetto (1130 nordamericani, 400 francesi, 300 italiani, 200 giapponesi, 180 spagnoli, 170 tedeschi, 160 inglesi, 140 cinesi, ecc.). L'atlante include un'iconografia di circa 35.000 immagini.
L'Atlante è anche pubblicato come una rivista scientifica dal CNRS ed è ora indicizzato su Scopus e su Embase.